# Hochplattig
L'Hochplattig (2.768 m s.l.m.) è la montagna più alta dei Monti di Mieming nelle Alpi Calcaree Nordtirolesi. Si trova in Austria (Tirolo).